# 15088 Licitra
A 15088 Licitra (ideiglenes jelöléssel 1999 CK82) a Naprendszer kisbolygóövében található aszteroida. A LINEAR projekt keretében fedezték fel 1999. február 10-én.